# Лигатне
Лигатне (произношение) (на латвийски: Līgatne) е град в централна Латвия, намиращ се в историческата област Видземе и в административен район Цесис. През града минава най-голямата река в Латвия Гауя.